# قصر المطر (رواية)
’’’قصر المطر’’’ هي رواية للكاتب السّوري ممدوح عزام صدرت لأول مرة عام 1998 عن وزراة الثّقافة في دمشق.

## قصة الرواية
تعتبر رواية قصر المطر من أهم الروايات السّوريّة والعربيّة في العصر الحديث بشكل عام، ومن أهم روايات ممدوح عزام بشكل خاص.
تبدأ الرواية من خلال ذكريات (حسان) الذي تقمص روح (كامل الفضل) بعد مقتله، فيتذكر أنه عاش في حياة سابقة ضمن جسد (كامل الفضل) وأنه قُتل، فيبدأ البحث في تلافيف ذاكرته عن قاتله، وتنهمر الذكريات، ومن خلال هذه الذكريات نتعرف إلى قصة آل الفضل اللذين يتعرضون إضافة إلى الاحتلال الفرنسي وما يسببه من قهر لهم، إلى قهر من نوع ثاني بسبب خلافهم القديم مع آل الحمدان، مما يضطرهم إلى الرحيل من بيوتهم إلى خرائب مهجورة في مكان خالي من الناس. وهناك في تلك الخرائب يبدأ صراع آل الفضل ضد طغيان كنج الحمدان من جهة، وضد الاحتلال الفرنسي من جهة أخرى. ونجد في الرواية أحداث الثورة السورية الكبرى ضد الاحتلال الفرنسي عام 1925 في منطقة جبل العرب.

## حول الرواية
وهي رواية جدليّة، أثارت جدلاً كبيراً في الأوساط الاجتماعية في الجّنوب السّوري،  بين من يؤيد حظر هذه الرواية أو قتل الكاتب، وأما آخرون اعتبروها حريّة شخصيّة.
 كتب القاص إبراهيم صموئيل: "وفي اعتقادي أن ممدوح عزام قد حقق في عمله الضخم هذا لا ملحمة الناس في مواجهتهم للأقدار والطبيعة والأعداء بل ملحمة الكتابة مفردة مفردة وجملة جملة ومقطعا مقطعاً. 
 وكتب الشاعر بيان الصفدي: «قصر المطر رواية مكان وإنسان فهي شديدة الحفاوة بالأرض التي تدور الأحداث فوقها، وهنا يقدم ممدوح عزام عملا ناضحا بالإخلاص للدم الذي سال والدموع التي ترقرقت والآمال التي اضطرمت في القلوب».
ففي هذه الرواية  تبرز استقراءات شتى هي رهن فكر القارئ يستجليها ويستشفها من خلال اقتحامات الروائي لحدود المألوف في نصه الروائي، وفي عمقه التحليلي الذي يفيض بمعان إنسانية وفلسفية تغني الرواية من اللفتات التحليلية واللغوية والأدبية والتعبيرية والإبداعية.